# Libyogomphus emiliae
Libyogomphus emiliae – gatunek ważki z rodziny gadziogłówkowatych (Gomphidae). Stwierdzony jedynie w Gabonie – w prowincjach Ogowe-Ivindo i Ngounié; możliwe, że występuje też w sąsiednich krajach.